# Chilie (lăcaș)
Pentru alte utilizări ale termenului Chilie, vezi Chilia (dezambiguizare).
Chilie (în greacă kellion, în latină cella, în germană Zelle, în traducere „celulă”) este o mică încăpere aflată de obicei în arealul unei mănăstiri, care servește drept locuință unui călugăr. Prin extensie termenul se poate referi în mod familiar la orice cameră mică de locuit, cu sensul de cămăruță.

## Caracteristici
Inițial (monahismul anahoretic) chiliile – simplu construite, săpate în piatră sau amenajate în peșteri, erau cât mai simple și mai izolate,  pentru a nu fi distrasă atenția călugărilor de la cele sfinte. În centrele monastice din Egiptul Inferior (Nitria și Kellia - secolul al IV-lea) distanța dintre chilii era măcar aceea care permitea ca rugăciunile și cântările spuse cu voce tare să nu se audă de la una la alta. În lavrele din Palestina (sec. IV), deși – în funcție de specificul deșertului local chiliile puteau fi apropiate una de alta, ele își conservau totuși caracterul individual în ansamblul lavrei respective.
Apariția monahismului cenobitic, face ca chiliile să fie integrate în obștea mănăstirilor.
Caracterele arhitecturale și tehnicile de construcții au variat în funcție de specificul locurilor, lăcașurile  putând fi construcții din lemn, piatră, pământ, chirpici sau stuf, uneori chiar simple bordeie săpate în pământ.

## Galerie de imagini

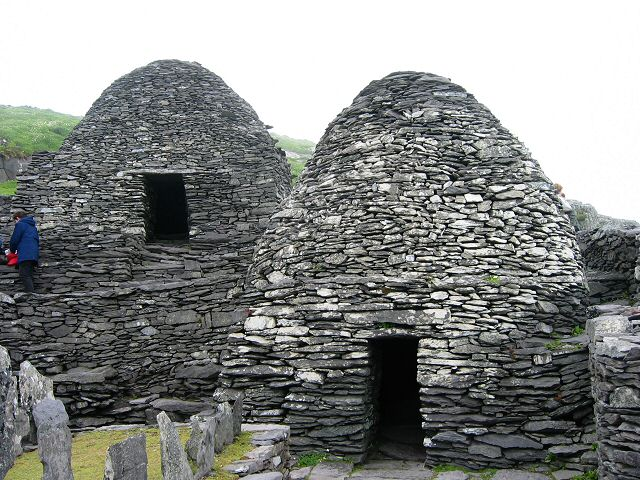
Chilii monahale pe Skellig Michael, Irlanda (sec. al VIII-lea)
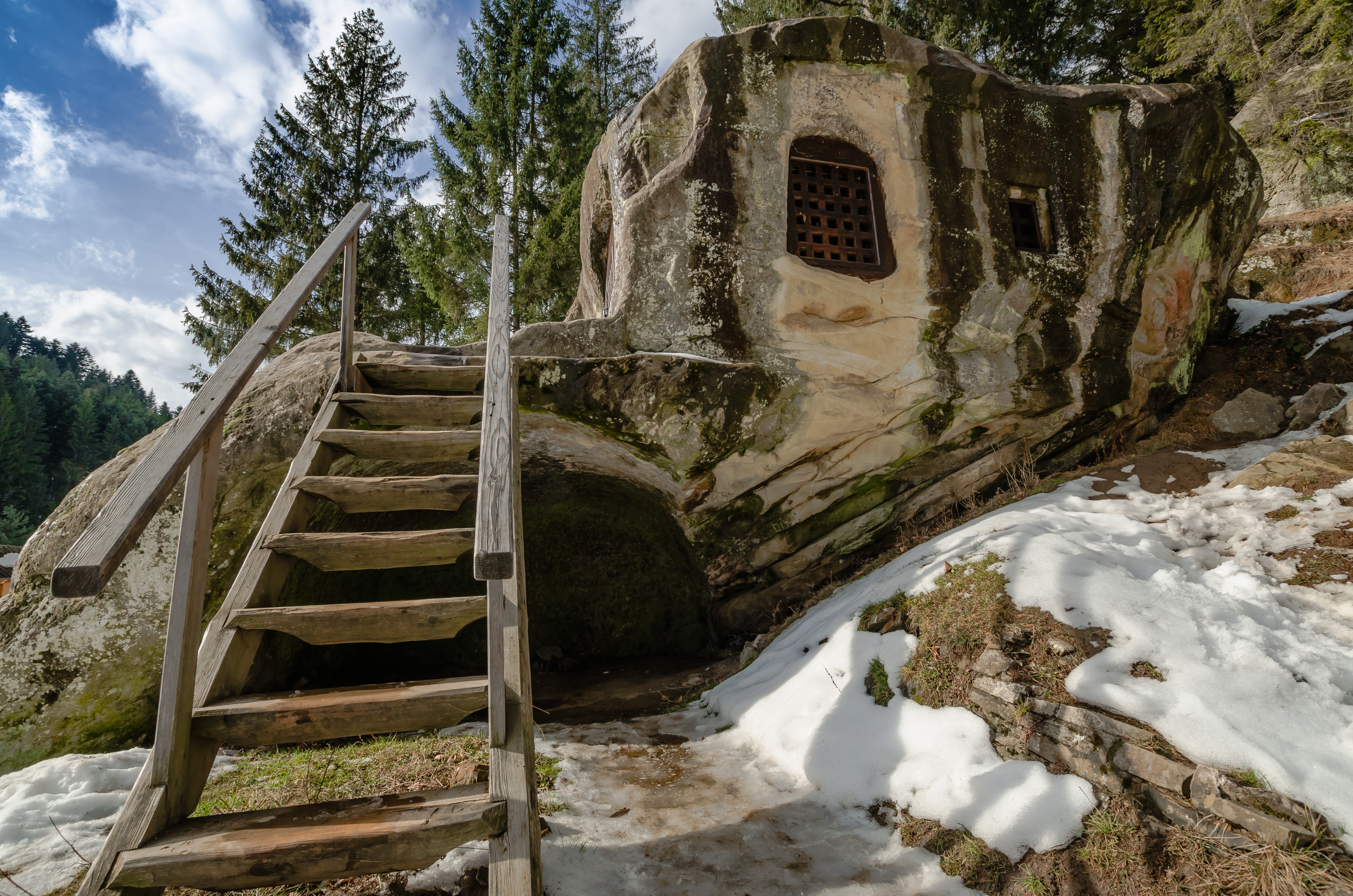
Chilia lui Daniil Sihastrul, județul Suceava (sec. al XV-lea)